# Chalitpong Jantakul
Chalitpong Jantakul  hay trước đây  Sujarit Jantakul  (tiếng Thái: ชลิตพงศ์ จันทกล หรือชื่อเก่า สุจริต จันทกล; sinh ngày 4 tháng 3 năm 1989) là một cầu thủ bóng đá người Thái Lan thi đấu ở vị trí hậu vệ cho Navy.

## Sự nghiệp quốc tế
Sau khi đánh bại Palestine trong vòng sơ loại đầu tiên giải bóng đá nam Thế vận hội London 2012 nhờ loạt sút luân lưu, Đội tuyển bóng đá quốc gia Thái Lan bị truất quyền thi đấu vì đưa vào sân một cầu thủ không hợp lệ là Jantakul, ở lượt đi. Anh bị cấm thi đấu một trận tại Giải vô địch bóng đá U-19 châu Á 2008, và mặc dù anh có tên trong đội hình tham dự giải bóng đá nam Đại hội Thể thao châu Á 2010, có vẻ rằng anh không chấp hành hình phạt vì Đại hội Thể thao châu Á không chịu sự kiểm soát của AFC.  Lưu trữ ngày 4 tháng 9 năm 2011 tại Wayback Machine

### Quốc tế
Tính đến 12 tháng 11 năm 2015
| Đội tuyển quốc gia | Năm  | Số trận | Bàn thắng |
| ------------------ | ---- | ------- | --------- |
| Thái Lan           | 2010 | 1       | 0         |
| Thái Lan           | Tổng | 1       | 0         |

## Danh hiệu

### Câu lạc bộ
Sriracha
- Thai Division 1 League (1): 2010